# Modello di unità di membrana
Il modello di unità di membrana (o modello di Davson-Danielli) è un'ipotesi descrittiva della membrana cellulare.

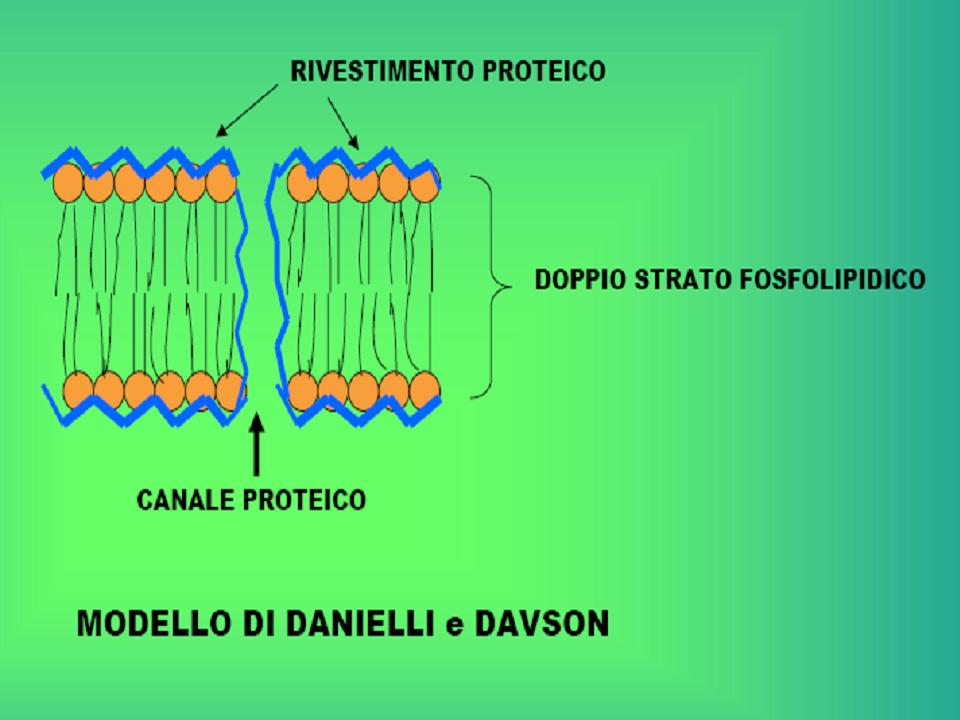
Il "modello di unità di membrana"

La prima indicazione che i lipidi delle membrane biologiche sono organizzati in un doppio strato risale al 1925, quando Garter e Grendel dimostrarono che i lipidi estratti con acetone dalla membrana plasmatica dei globuli rossi (l'unica membrana presente negli eritrociti) occupavano una superficie doppia rispetto a quella dell'intera cellula.
Il modello di membrana cellulare proposto da Danielli e Davson del 1935, poi ripreso da Robertson nel 1959, è conosciuto come "modello di unità di membrana". Secondo questo modello la membrana cellulare avrebbe una struttura trilaminare di circa 75 Å di spessore, con due strati esterni di natura proteica con configurazione beta ed uno strato intermedio lipidico, come risultava dalle caratteristiche immagini "a binario ferroviario" osservate al microscopio elettronico.
Questo aspetto trilaminare, dovuto alla fissazione con tetrossido di osmio o permanganato di potassio, consisteva infatti in due strati periferici densi agli elettroni di 15 Å e uno strato intermedio di 40 Å trasparente agli elettroni.